# 조지프 캠벨

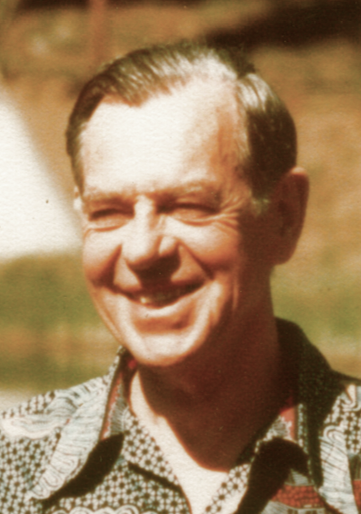

조지프 존 캠벨(Joseph John Campbell, 1904년 3월 26일 ~ 1987년 10월 30일)은 비교 신화학과 비교 종교학에 종사했던 사라 로렌스 대학의 미국 문학 교수였다. 그의 작품은 인간 경험의 많은 측면을 다루고 있다. 캠벨의 가장 잘 알려진 작품은 《천의 얼굴을 가진 영웅》(1949)으로, 이래 캠벨의 이론은 현대 작가들과 예술가들에 의해 다양하게 적용되어 왔다. 그 외의 작품으로 1959년부터 1968년에 걸쳐 출판된 《신의 가면》이 있다.

## 생애
조지프 캠벨은 1904년 3월 26일 뉴욕 화이트플레인즈에서 태어났다. 그는 아일랜드 가톨릭 상류층 출신이었다. 어린 시절 그는 가족과 함께 뉴욕 뉴로셸로 이사했다. 1919년, 화재로 뉴로셸에 있는 가족 집이 파괴되어 그의 할머니가 죽었다.
그는 다트머스 대학에서 생물학과 수학을 공부했지만 인문학을 더 좋아하게 되었다. 그는 컬럼비아 대학교로 전학하여 1925년 영문학 학사, 1927년 중세문학 석사학위를 받았다.
1924년에 캠벨은 그의 가족과 함께 유럽으로 여행을 갔다. 돌아오는 길에 배에서 그는 지두 크리슈나무르티를 만났다. 그들은 캠벨에게 힌두교와 인도 사상에 대한 관심을 불러일으키면서 인도 철학을 토론했다. 1927년, 그는 유럽에서 공부하기 위해 컬럼비아 대학에서 펠로우십을 받았다. 캠벨은 파리 대학과 뮌헨 대학에서 올드 프랑스어, 프로방살, 산스크리트어를 공부했다. 그는 프랑스어와 독일어를 읽고 말하는 법을 배웠다.
1929년 컬럼비아 대학교로 돌아오면서 캠벨은 중세 문학 이외에 산스크리트와 현대 미술의 연구를 추구하고 싶다는 바람을 나타냈다. 교수진의 승인 부족으로 캠벨은 대학원 공부를 그만두었다.
대공황의 도래와 함께 캠벨은 다음 5년(1929~1934년)을 뉴욕 우드스탁에 있는 임대주택에서 살았다. 그곳에서 그는 집중적이고 엄격한 독립 연구를 하면서 다음 생애의 진로를 고민했다.
1934년 캠벨은 사라 로렌스 대학의 문학 교수직을 수락했다. 1938년, 그는 그의 전 제자 중 한 명인 장 에르드만과 결혼했다. 그들은 49년간의 결혼 생활 대부분을 뉴욕시의 그리니치 빌리지에 있는 방 두 개짜리 아파트를 함께 썼다. 1980년대에 그들은 또한 호놀룰루에 아파트를 구입했고 두 도시 사이에 그들의 시간을 나누었다. 그들은 아이가 없었다.
제2차 세계 대전 초기에 캠벨은 인도학자 하인리히 짐머의 강연에 참석했다. 두 사람은 좋은 친구가 되었다. 짐머가 죽은 후 캠벨은 짐머의 논문을 편집하고 사후에 출판하는 임무를 맡았는데, 그 일은 앞으로 10년 동안 하게 될 것이었다.
1972년 캠벨은 사라 로렌스 대학에서 38년간 가르친 후 은퇴했다.

## 캠벨의 이론
캠벨은 종종 신화를 인간 사회 내에 네 가지 기능을 가지고 있다고 묘사했다. 이것들은 그의 작품 《신의 가면: 창작 신화》 끝에 등장한다.
캠벨의 신화에 대한 관점은 결코 정적이 아니었고 그의 책들은 각 사회가 적응해야 했던 현실을 반영하여 신화들이 어떻게 시간을 통해 진화했는지를 자세히 묘사하고 있다. 문화발전의 다양한 단계는 다르지만 식별할 수 있는 신화적 체계를 가지고 있다.

## 같이 보기
- 블라디미르 프로프
- 종교와 신화